# Championnat des Comores de football 2014
Navigation
Saison précédente Saison suivante
La saison 2014 du championnat des Comores de football est la trentième édition de la première division comorienne. Après une phase régionale se déroulant d'avril à octobre 2014, les champions de première division des trois îles des Comores (Anjouan, Grande Comore et Mohéli) s'affrontent dans une triangulaire en matchs aller et retour au sein d'une poule unique.
C’est le représentant de l’île de Mohéli, Fomboni FC, qui est sacré cette saison après avoir terminé en tête du tournoi triangulaire. Il s’agit du tout premier titre de champion des Comores de l’histoire du club.

## Phase régionale
La phase régionale se déroulant d'avril à octobre 2014. Le classement est établi sur le barème de points classique (victoire à 3 points, match nul à 1, défaite à 0).

### Championnat d'Anjouan
| Rang | Équipe                | Pts | J  | G | N | P  | Bp | Bc | Diff |
| ---- | --------------------- | --- | -- | - | - | -- | -- | -- | ---- |
| 1    | FC Ouani              | 26  | 14 | 8 | 2 | 4  | 17 | 15 | +2   |
| 2    | Komorozine de DomoniT | 25  | 14 | 7 | 4 | 3  | 20 | 14 | +6   |
| 3    | Steal Nouvel de Sima  | 23  | 14 | 7 | 2 | 5  | 18 | 17 | +1   |
| 4    | Étoile d'or           | 19  | 14 | 4 | 7 | 3  | 18 | 16 | +2   |
| 5    | Miracle Club          | 19  | 14 | 5 | 4 | 5  | 17 | 17 | 0    |
| 6    | Ngazi Sport           | 19  | 14 | 5 | 4 | 5  | 14 | 14 | 0    |
| 7    | Ziarra FC             | 15  | 14 | 4 | 3 | 7  | 11 | 18 | -7   |
| 8    | AS Tsémbéhou          | 9   | 14 | 3 | 0 | 11 | 17 | 26 | -9   |

| Légende : Qualifications et relégations | Légende : Qualifications et relégations |
| --------------------------------------- | --------------------------------------- |
|                                         | Qualification pour la phase nationale   |
|                                         | Relégation en deuxième division         |
|                                         | T : Tenant du titre                     |

### Championnat de la Grande Comore
| Rang | Équipe                   | Pts | J  | G | N | P | Bp | Bc | Diff |
| ---- | ------------------------ | --- | -- | - | - | - | -- | -- | ---- |
| 1    | Coin Nord de Mitsamiouli | 29  | 17 | 9 | 5 | 3 | 30 | 18 | +12  |
| 2    | Enfants des ComoresT     | 29  | 17 | 8 | 5 | 4 | 20 | 14 | +6   |
| 3    | FC Male                  | 25  | 17 | 6 | 7 | 4 | 22 | 18 | +4   |
| 4    | Apache Club              | 25  | 17 | 6 | 7 | 4 | 13 | 13 | 0    |
| 5    | Volcan Club              | 21  | 17 | 4 | 9 | 4 | 22 | 19 | +3   |
| 6    | US Mboubé                | 21  | 17 | 6 | 6 | 5 | 13 | 12 | +1   |
| 7    | Djabal Club              | 21  | 17 | 5 | 6 | 6 | 16 | 18 | -2   |
| 8    | US Zilimadjou            | 18  | 17 | 4 | 6 | 7 | 13 | 19 | -6   |
| 9    | US Mbéni                 | 14  | 17 | 3 | 5 | 9 | 11 | 21 | -10  |
| 10   | US Ntsawéni exclu        | 5   | 9  | 1 | 2 | 6 | 5  | 13 | -8   |

| Légende : Qualifications et relégations | Légende : Qualifications et relégations |
| --------------------------------------- | --------------------------------------- |
|                                         | Qualification pour la phase nationale   |
|                                         | Relégation en deuxième division         |
|                                         | T : Tenant du titre                     |

### Championnat de Mohéli
| Rang | Équipe               | Pts | J  | G | N | P | Bp | Bc | Diff |
| ---- | -------------------- | --- | -- | - | - | - | -- | -- | ---- |
| 1    | Fomboni FC           | 19  | 10 | 6 | 1 | 3 | 19 | 7  | +12  |
| 2    | Ouragan Sport        | 16  | 10 | 4 | 4 | 2 | 12 | 9  | +3   |
| 3    | Nouvel Espoir Wanani | 13  | 10 | 3 | 4 | 3 | 14 | 13 | +1   |
| 4    | Asmina Club          | 13  | 10 | 3 | 4 | 3 | 13 | 15 | -2   |
| 5    | Juno Club            | 9   | 10 | 2 | 3 | 5 | 11 | 16 | -5   |
| 6    | Wemani Espoir        | 5   | 10 | 1 | 2 | 7 | 11 | 21 | -10  |

| Légende : Qualifications et relégations | Légende : Qualifications et relégations |
| --------------------------------------- | --------------------------------------- |
|                                         | Qualification pour la phase nationale   |
|                                         | Relégation en deuxième division         |
|                                         | T : Tenant du titre                     |

## Phase nationale

### Les équipes participantes
- FC Ouani - Champion d'Anjouan
- Coin Nord de Mitsamiouli - Champion de Grande Comore
- Fomboni FC - Champion de Mohéli

### Les matchs
| Rang | Équipe                   | Pts | J | G | N | P | Bp | Bc | Diff |  | Résultats (▼ dom., ► ext.) | Fom | CNo | Oua |
| ---- | ------------------------ | --- | - | - | - | - | -- | -- | ---- |  | -------------------------- | --- | --- | --- |
| 1    | FC Fomboni               | 7   | 4 | 2 | 1 | 1 | 6  | 5  | +1   |  | FC Fomboni                 |     | 1-0 | 2-2 |
| 2    | Coin Nord de Mitsamiouli | 5   | 4 | 1 | 2 | 1 | 4  | 4  | 0    |  | Coin Nord de Mitsamiouli   | 1-0 |     | 1-1 |
| 3    | FC Ouani                 | 3   | 4 | 0 | 3 | 1 | 7  | 8  | -1   |  | FC Ouani                   | 2-3 | 2-2 |     |

## Bilan de la saison
| Championnat des Comores de football 2014 |                          |
| Champion                                 | Fomboni FC (1er titre)   |
| Coupes et trophées                       |                          |
| Vainqueur de la Coupe des Comores 2014   | Volcan Club              |
| Qualifications continentales             |                          |
| Ligue des champions de la CAF 2015       | Fomboni FC               |
| Coupe de la confédération 2015           | Coin Nord de Mitsamiouli |